# 孔繁瑶
孔繁瑶（1924年—2016年9月27日），男，直隶（今河北）保定人，中国家畜寄生虫学家，曾任北京农业大学教授、博士生导师，第七、八届全国政协委员。